# Mireya Cueto
Mireya Cueto (Ciudad de México, 23 de febrero de 1922- Ciudad de México. 26 de abril de 2013) fue una titiritera, escritora y dramaturga mexicana. Fue cofundadora del Museo Nacional del Títere (MUNATI) en Huamantla, Tlaxcala; y también creó la “Compañía Espiral”.
Cueto era una de las dos hijas del matrimonio de Germán Gutiérrez Cueto, y de su esposa Lola Cueto, quienes también fueron destacados artistas marionetistas.
En 1980, fue cofundadora del Teatro Tinglado.
En 1992 estrenó, bajo el formato de teatro de sombras, la obra San Juan de la Cruz, poeta místico, que también fue presentada en 1994, en el Festival Internacional de Títeres de Bilbao.
Falleció a los 91 años, y fue velada en el Instituto de Seguridad y Servicios Sociales de los Trabajadores del Estado en San Fernando, al sur de esa ciudad.

## Algunas publicaciones
- 2012. Francisca y la muerte y otros teatrocuentos. Ilustró Mireya Cueto. Editor Santillana México, ISBN 6071118344, ISBN 9786071118349

- 2012. La cigarra, la hormiga y el chapulín. Ilustró Mauricio Gómez Morín. Editor Santillana México, ISBN 6071120268, ISBN 9786071120267

- 2010. Versos de pájaros. Con David Lara. Editor Santillana, 35 pp. ISBN 6071108500, ISBN 9786071108500

- 2006. Cuéntanos lo que se cuenta. Libros del rincón: Astrolabio. Ilustró Manuel Ahumada. Contribuidores Secretaría de Educación Pública, Comisión Nacional de Libros de Texto Gratuito (México), Consejo Nacional de Fomento Educativo (México). Editor CONAFE, 102 pp. ISBN 9707901721, ISBN 9789707901728

- 2001. Apuntes sobre la experiencia artística. Editor Consejo Nacional para la Cultura y las Artes, 119 pp. ISBN 9701875370, ISBN 9789701875377

- 2001. El Hombre que no podía volar. Cantos y cuentos. Con Alain Espinosa. 2ª edición de Consejo Nacional para la Cultura y las Artes, 22 pp. ISBN 968546801X, ISBN 9789685468015

- 1999. Las artes escénicas en Asia, África y América Latina. Diálogos con El Colegio de México. Con Michiko Tanaka, Gabriel Weisz. Editor Estación Radio Educación

- 1997. El Arrecife y Otras Divagaciones. Confabuladores Series, Coordinación de humanidades. Editor UNAM, 91 pp. ISBN 968365844X, ISBN 9789683658449 en línea

- 1996. Pinocho. Biblioteca escolar, Libros del rincón. Con Juan José Barreiro, Carlo Lorenzini- Ilustró Luis Miguel San Vicente. Contribuidores Secretaría de Educación Pública, Libros del Rincón (Firm), México Secretaría de Educación Pública Unidad de Publicaciones Educativas, Consejo Nacional de Fomento Educativo (México). Editor Libros del Rincón, 39 pp. ISBN 9682981603, ISBN 9789682981609

- 1991. Un cuento de papel. Cuentos del baúl. Editor Trillas, 31 pp. ISBN 9682424631, ISBN 9789682424632

- 1986. La boda de la ratita y más teatro-cuentos. Colección Cascada. Editor Secretaría de Educacíon Pública, 94 pp.

- 1985. Viajes de Ozomatli y Don Armadillo. Colección Para contar, decir y cantar. Ilustró Antonio Helguera. Contribuidores Secretaría de Educación Pública. Dirección General de Publicaciones y Medios, México. Programa de Estímulos y Actividades Culturales para Niños, Consejo Nacional de Fomento Educativo (México). Editor Amequemecan, 62 pp. ISBN 9682908787, ISBN 9789682908781

- 1982. El Traje del rey. Colección Feria. Con Mireya Cueto Velázquez. Editor Océano, 28 pp. ISBN 8475055850, ISBN 9788475055855

- 1968. Educación y crecimiento, problema del desarrollo, la Renovación de la escuela primaria en la América pobre mediante la abolición de los programas por unidades de exploración: Mireya Cueto. Felisa Rosso. J. D. Kimball. Con Felisa Rosso, José Dane Kimball. Editor Impr. Richard, 24 pp.

- 1961. El teatro Guignol. Vol. 1 de Textos del Teatro estudiantil de la UNAM. Editor Universidad Nacional Autónoma de México, 60 pp.

## Honores
- miembro honorario de la Unión Internacional de Marionetas y del Patronato del Museo del Títere de Huamantla, Tlaxcala.[1]

- 1978: Premio Nacional de Literatura Infantil "Juan de la Cabada" del INBA y el gobierno del estado de Campeche

- Desde 2001, la Coordinación de Desarrollo Cultural Infantil Alas y Raíces a los Niños, del Consejo Nacional para la Cultura y las Artes (CONACULTA).[7] la honraba con el Festival nacional de Títeres "Mireya Cueto“, efectuado anualmente.[8]

- 2006: invitada a Buenos Aires, Argentina, por la Universidad Nacional de San Martín, llevando al Museo Nacional de Títeres Mané Bernardo una exposición de títeres, grabados y dibujos de su madre Lola Cueto.[2]

- 2006: Galardón Internacional "Gorgorito" de la Unión Nacional de Intérpretes de Marionetas.[9] (UNIMA).[10][11][12]

- Miembro honoraria de la Unión Internacional de Marionetas y del Patronato del Museo del Títere de Huamantla, Tlaxcala.

- 2011: beca del Sistema Nacional de Creadores de manera vitalicia.

- febrero de 2012: Medalla Bellas Artes y homenaje en reconocimiento a 70 años de trayectoria en docencia, creación, y contribución a la difusión del teatro de títeres en México.[4][13]